# Alphonse D'Arco
Alphonse "Little Al" D'Arco (Brooklyn, Nueva York, 28 de julio de 1932-marzo de 2019), también conocido como "El Profesor", fue un mafioso de Nueva York que se convirtió en el jefe de la familia Lucchese. Fue el primer jefe, actuando o no, de una familia mafiosa de Nueva York en convertirse en testigo del gobierno.

## Biografía
Nacido en Brooklyn, Nueva York, D'Arco se crio cerca de la Navy Yard de Brooklyn y asistió a una escuela secundaria católica. D' Arco tuvo su primer contacto con la cárcel a los 14 años, cuando derrotó a otro niño de su escuela. En 1951, durante la guerra de Corea, D'Arco sirvió dos años como voluntario en el Ejército de los EE. UU. Después de licenciarse con honores en el ejército, D'Arco regresó a Brooklyn y se casó. Él y su esposa tuvieron cinco hijos. Uno de sus hijos, Joseph D'Arco, se convirtió en un miembro de la familia Lucchese.
D'Arco se convirtió en socio de los Lucchese durante la década de 1950 cuando la familia estaba encabezada por el jefe Tommy Lucchese. En 1959, D'Arco se reunió el futuro jefe, Victor Amuso Lucchese. En la década de 1960, D'Arco fue declarado culpable de cargos relacionados con drogas y pasó varios años en la cárcel. Después de su liberación, D'Arco volvió con la familia Lucchese. El 23 de agosto de 1982, D'Arco se convirtió en un hombre de pleno derecho dentro de la familia Lucchese y un soldado más en el equipo, con sede en el Brooklyn del caporegime Paul Vario.
En la década de 1980, D'Arco abrió un restaurante italiano, La Donna Rosa, en Little Italy (Manhattan). Este restaurante serviría como lugar de encuentro frecuente para la familia Lucchese.
D'Arco se involucró en apuestas, usura, tráfico de drogas y otras actividades delictivas. Durante su carrera criminal, D'Arco estaría implicado en diez asesinatos. Su registro de antecedentes penales incluía extorsión, asesinato, conspiración para cometer asesinato, robo, incendio intencional, evasión fiscal, falsificación, tráfico de drogas, robo, secuestro y asalto. En 1983, D'Arco fue declarado culpable de tráfico de heroína y fue sentenciado a varios años de cárcel. Fue liberado en 1986.

## Muerte
D'Arco murió en marzo de 2019 por complicaciones relacionadas con la enfermedad renal crónica terminal. Tenía 86 años.